# Axianassa jamaicensis
Axianassa jamaicensis is een tienpotigensoort uit de familie van de Axianassidae. De wetenschappelijke naam van de soort is voor het eerst geldig gepubliceerd in 1990 door Kensley & Heard.